# Tella-Sin

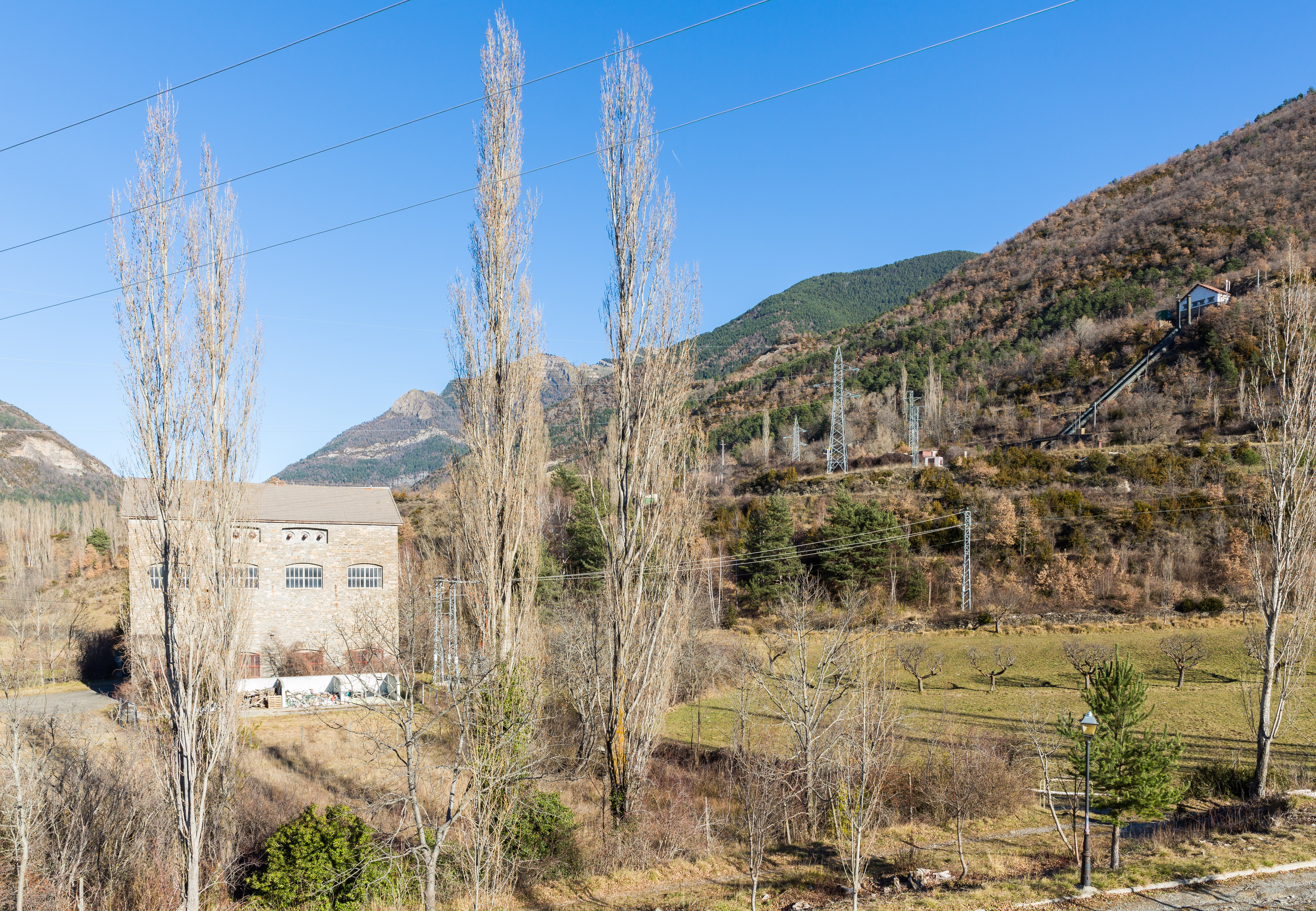
Museo Pirenaico de la Electricidad, Tella-Sin.

Tella-Sin es un municipio español de la provincia de Huesca perteneciente a la comarca del Sobrarbe, comunidad autónoma de Aragón. Tiene un área de 90,32 km² con una población de 227 habitantes (INE 2023) y una densidad de 3,22 hab/km².

## Geografía
El municipio de Tella-Sin comprende las siguientes poblaciones: Tella, Lamiana, Arinzué, Cortalaviña, San Marcial, Sin, Badaín, Hospital de Tella, Lafortunada, Revilla y Salinas de Sin.
Parte de su término municipal está ocupado por el parque nacional de Ordesa y Monte Perdido (Gargantas de Escuaín).

## Historia
El municipio se forma inicialmente en la década de 1960, cuando los antiguos municipios de Tella y de Sin-Salinas se unen administrativamente. Si bien, su capital pasa a ser definitivamente Lafortunada, dado que este era el lugar con mayor densidad de población gracias a la Central Hidroeléctrica que aquí se encuentra.
Para conocer los años más prósperos de este rincón del Pirineo aragonés, hay que remontarse hasta los años 20 del siglo pasado, momento en el que se inicia la construcción de la Central Hidroeléctrica y su población alcanza casi los 1000 habitantes.
Ya a finales de siglo, entre los años 1973 y 1980. La construcción de la carretera desde Barbastro - Ainsa - Francia (a través del túnel de Bielsa-Aragnouet), acompañado de la despoblación rural que aquí se inicia, el pueblo va perdiendo habitantes poco a poco hasta la cifra actual de 226 vecinos (INE 2018)

## Demografía
Tella-Sin cuenta con una población de 217 habitantes (INE 2024).
| Gráfica de evolución demográfica de Tella-Sin entre 1970 y 2021 |
| |
| Población de derecho según los censos de población del INE Población de hecho según los censos de población del INEEntre el censo de 1970 y el anterior, aparece este municipio porque se fusionan los municipios Sin y Salinas y Tella |

## Administración y política
| Período   | Alcalde                                           | Partido |  |
| --------- | ------------------------------------------------- | ------- |  |
| 1979-1983 | Vicente Guillén Naval                             | PSOE    |  |
| 1983-1987 | Vicente Guillén Naval                             | PSOE    |  |
| 1987-1991 | Vicente Guillén Naval Juan Carlos Puértolas Gabás | PSOE    |  |
| 1991-1995 | Francisco Puyalto Mairal                          | PSOE    |  |
| 1995-1999 | Francisco Puyalto Mairal                          | PSOE    |  |
| 1999-2003 | Francisco Puyalto Mairal                          | PSOE    |  |
| 2003-2007 | Mariano González Agraz                            | PAR     |  |
| 2007-2011 | Juan Carlos Puértolas Gabás                       | PSOE    |  |
| 2011-2015 | Feliciano Sesé Cazcarra                           | PAR     |  |
| 2015-2019 | Feliciano Sesé Cazcarra                           | PAR     |  |
| 2019-2023 | Feliciano Sesé Cazcarra                           | PAR     |  |
| 2023-2027 | Feliciano Sesé Cazcarra                           | PAR     |  |

| Partido político    | Partido político                                   | 2003   | 2007   | 2011   | 2015   | 2019   | 2023   |
| Partido político    | Partido político                                   | Ediles | Ediles | Ediles | Ediles | Ediles | Ediles |
|                     | Partido Aragonés (PAR)                             | 5      | 3      | 4      | 6      | 4      | 3      |
|                     | Partido de los Socialistas de Aragón (PSOE-Aragón) | 2      | 4      | 3      | 1      | 1      | 2      |
| Total de concejales | Total de concejales                                | 7      | 7      | 7      | 7      | 5      | 5      |